# 파랄리크토데스 알고엔시스
파랄리크토데스 알고엔시스(Paralichthodes algoensis)는 가자미목 물고기의 일종이다. 파랄리크토데스과(Paralichthodidae)와 파랄리크토데스속(Paralichthodes)의 유일속이다. 가자미과로 분류하기도 한다. 저생(底生) 어류의 일종으로, 수심 100m 깊이의 아열대 수역의 모래와 진흙 바닥에 서식한다. 원 서식지는 대서양 남동부와 인도양 서부, 특히 남아프리카공화국의 모슬 만과 델라고아 만의 아프리카 해안이다. 몸은 최대 50cm까지 자란다.

## 특징
알에서 부화할때는 다른 물고기와 마찬가지로 눈이 양쪽에 하나씩 있지만, 성장하면서 눈이 한쪽으로 이동을 하는 '변태'를 하는데, 눈이 오른쪽으로 이동해서 눈이 오른쪽으로 합쳐지는 가자미의 일종이다. 한자어로는 우접어(右鰈魚)라고 하며, 영어로는 right-eyed flounder이다. 몸은 가늘고 길며 타원형이다. 윗쪽 부분은 갈색조의 회색으로 작고 어두운 반점을 갖고 있으며, 아랫쪽 부분은 흰색을 띤다. 측선은 양쪽으로 균등하게 발달해 있다. 입은 비교적 크며, 좌우 대칭이다.